# Saugnac-et-Cambran
Saugnac-et-Cambran là một xã, thuộc tỉnh Landes trong vùng Nouvelle-Aquitaine. Xã này có diện tích 13,28 kilômét vuông, dân số năm 2006 là 1390 người. Xã này nằm ở khu vực có độ cao trung bình 22 mét trên mực nước biển.

## Biến động dân số
| Năm | 1962 | 1968 | 1975 | 1982  | 1990  | 1999  | 2006  |
| --- | ---- | ---- | ---- | ----- | ----- | ----- | ----- |
| Dân số | 785  | 824  | 941  | 1 011 | 1 253 | 1 269 | 1 390 |
| From the year 1962 on: No double counting—residents of multiple communes (e.g. students and military personnel) are counted only once. |      |      |      |       |       |       |       |